# Delos striata
Delos striata är en snäckart som beskrevs av Frank Climo 1973. Delos striata ingår i släktet Delos och familjen Rhytididae. Inga underarter finns listade i Catalogue of Life.